# Landsmeer

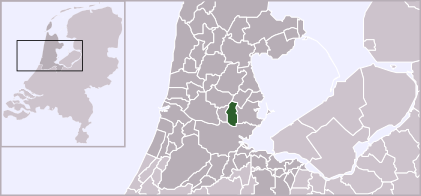
Landsmeers läge

Landsmeer, kommun i nordvästra Nederländerna i provinsen Noord-Holland. Kommunen har en area på 26,49 km² (vilket 3,95 km² utgörs av vatten) och en folkmängd på 10 315 invånare (2004).